# Усадьба Райерсса
Усадьба Райерсса, или усадьба Бёрхолм (англ. Ryerss Mansion, Burholme Mansion) — художественный музей и библиотека в Филадельфии (район Фокс-Чейз) (Пенсильвания, США). Расположен в Бёрхолмском парке, составляя с ним единый комплекс. Входит в Национальный реестр исторических памятников.

## История

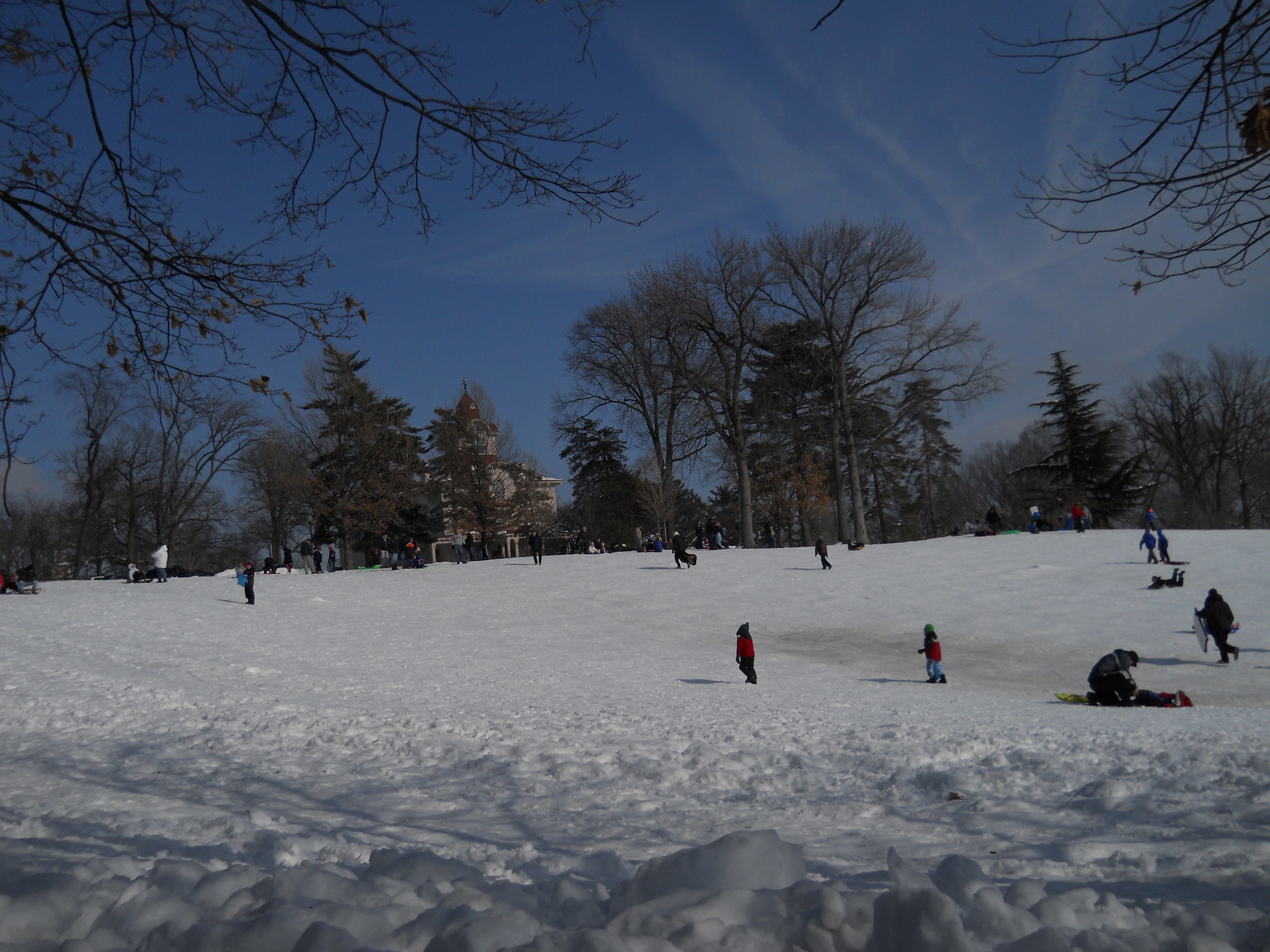
Парк Бёрхолм и вид на музей.

Парк и усадьба в викторианском стиле Бёрхолм были сооружены в 1859 году в качестве летней резиденции Джозефом Уолном Райерссом, богатым потомком Николаса Уолна, одного из первых переселенцев, прибывших в Филадельфию вместе с Уильямом Пеном в 1682 году на корабле «Уэлком». Парк был разбит на территории в 85 акров. Усадьба служила Райерссу для размещения его большой коллекции экзотических предметов, которые он и его предки привозили из своих путешествий на Восток. В 1868 году Райерсс умер, завещав усадьбу своему сыну Роберту Уолну Райерссу, адвокату. Последний так же любил путешествовать и значительно увеличил коллекцию. Буквально за 8 месяцев до своей смерти Роберт Уолн Райерсс женился на своей экономке Мери Анн Рид, завещав ей дом с целью передачи Бёрхолма городу после её смерти. В 1905 году усадьба и парк были переданы Филадельфии, а в 1910 году здесь открылись доступные для публики музей, библиотека и парк.

## Коллекция
Коллекция включает гостиную, где представлены мебель, картины и другие экспонаты усадьбы Райерссов, Восточный зал, где представлены Индия и Китай, и европейскую галерею.